# Gata (Cáceres)
Gata ist eine Gemeinde (municipio) mit 1.353 Einwohnern (Stand: 2024) im äußersten Nordwesten der Provinz Cáceres in der Autonomen Region Extremadura im Westen Spaniens. Zur Gemeinde gehört neben dem Hauptort Gata die Ortschaft La Moheda de Gata.

## Lage
Gata liegt etwa 100 Kilometer (Fahrtstrecke) nordnordwestlich der Provinzhauptstadt Cáceres in einer Höhe von ca. 635 m. Das Klima ist gemäßigt bis warm; Regen fällt hauptsächlich im Winterhalbjahr.

## Bevölkerungsentwicklung
| Jahr      | 1970 | 1981 | 1991 | 2001 | 2011 | 2021 |
| Einwohner | 2915 | 2345 | 2091 | 1879 | 1648 | 1413 |

Der deutliche Bevölkerungsrückgang seit den 1950er Jahren ist im Wesentlichen auf die Mechanisierung der Landwirtschaft sowie die Aufgabe bäuerlicher Kleinbetriebe („Höfesterben“) und den damit einhergehenden Verlust von Arbeitsplätzen zurückzuführen.

## Sehenswürdigkeiten

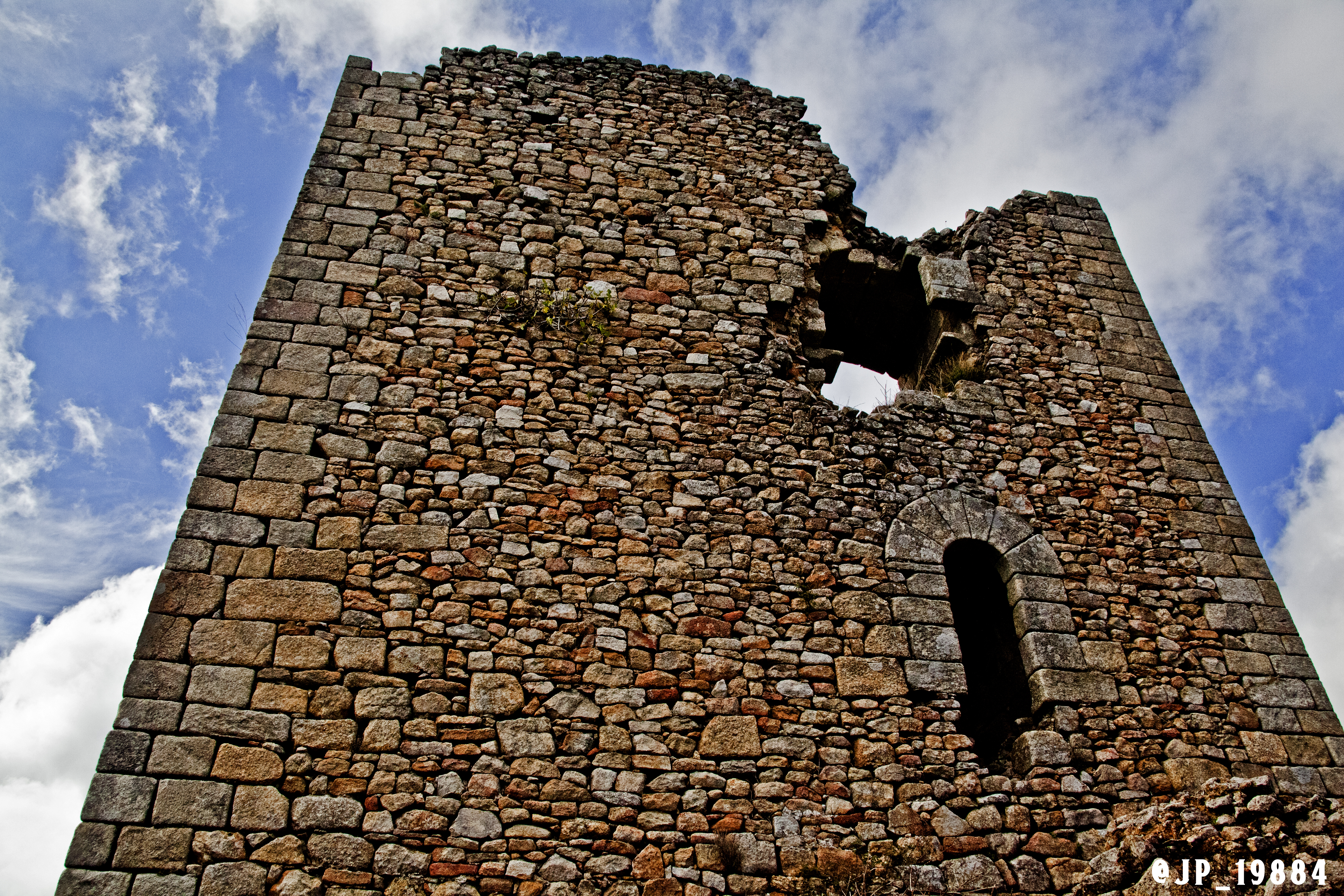
Burgruine von Almenara
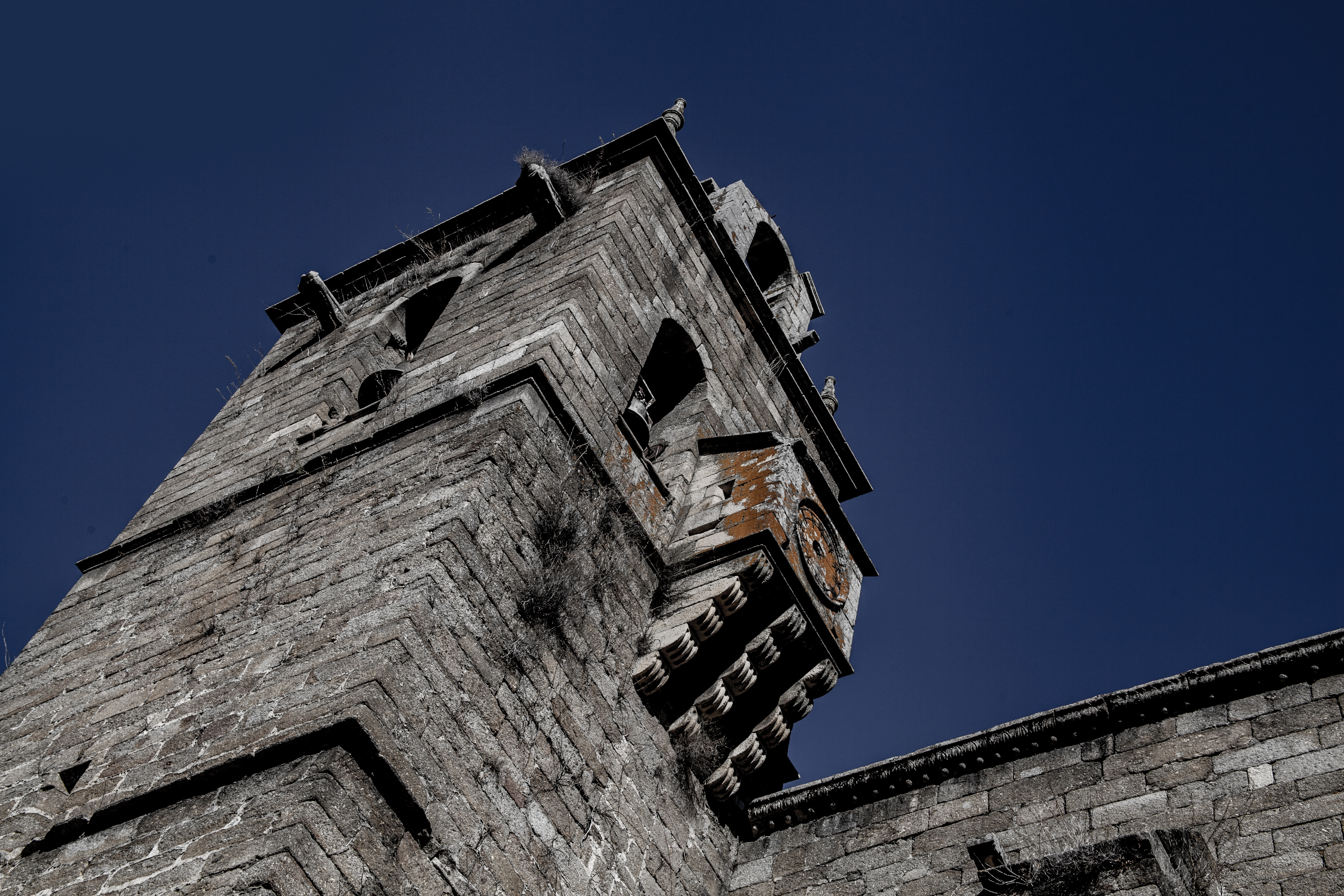
Peterskirche
- Christuskapelle
- Konvent von El Hoyo

- Burgruine von Almenara
- Peterskirche